# Arbo Valdma

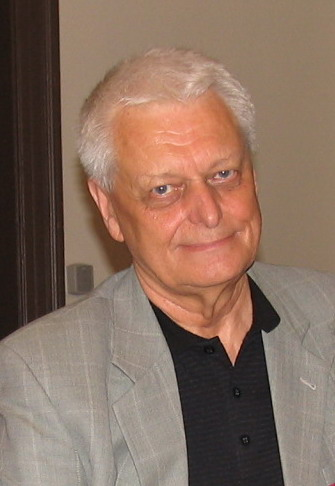
Arbo Valdma im Jahre 2007

Arbo Valdma (* 20. Februar 1942 in Pärnu) ist ein estnischer Pianist, Musikpädagoge, Autor und Regisseur.

## Leben
Arbo Valdma erhielt seine musikalische Ausbildung an der Estnischen Musikakademie in Tallinn bei Bruno Lukk, einem Schüler von Artur Schnabel und Paul Hindemith, und schoss sie bei Nina Emelyanova, einer Schülerin von Samuel Feinberg, am Tschaikowsky-Konservatorium in Moskau mit dem Master- und Doktorgrad ab.
Als Solist trat er in ganz Europa und Australien mit Dirigenten wie Neeme Järvi, Kurt Sanderling, Eri Klas, Anton Nanut und anderen auf, als Kammermusiker spielte er mit bekannten Musikern wie Mstislav Rostropovich, Walter Despalj, und anderen und spielte zahlreiche Schallplatten ein.
Im Jahre 1970 erfolgte seine Ernennung zum Professor für Klavier für Fortgeschrittene an der Estnischen Musikakademie und ab 1979 arbeitete er als Professor für Klavier an der Musikakademie in Novi Sad, wo er von 1989 bis 1992 auch Dekan der Fakultät Klavier an der Akademie der Künste an der Universität war. Von 1984 bis 1992 war er Professor für Klavier und Klavierpädagogik und Leiter der Klavierabteilung an der Universität Belgrad und Gastprofessor in allen Teilrepubliken des ehemaligen Jugoslawien. Seit 1992 ist er Professor für Klavier an der Hochschule für Musik Köln.
Seit 1984 gibt Valdma weltweit Meisterkurse, so etwa in Moskau, Rom, Athen, Tokio, Belgrad, Köln, Tallinn, Las Vegas, Los Angeles, Atlanta oder in der  Internationalen Musikbegegnungsstätte Haus Marteau in Lichtenberg. Im Jahre 2000 wurde er eingeladen, eine Meisterklasse in der Londoner Guildhall School of Music zu unterrichten. Ab dem Jahre 2006 ist er besonders intensiv in Liechtenstein (Musik und Jugend), Genf, Malaysia, Südkorea und China tätig. Seine Studenten haben zahlreiche Preise bei renommierten internationalen Klavierwettbewerben gewonnen.
Als Autor und Regisseur hat er zahlreiche Fernseh- und Rundfunksendungen produziert, in denen er seine Schüler auf hohem Niveau musizierend präsentiert hat. Er hat zahlreiche Artikel zum Thema „Klavierpädagogik“ verfasst und darüber bei internationalen Symposien referiert.

## Auszeichnungen
- 1991: Dr. h. c. der Universität Tallinn

## Mitgliedschaften
- Gründungsmitglied der EPTA (European Piano Teachers Association) Jugoslawien gegründet im Jahre 1988
- Ehrenpräsident der EPTA Serbien
- Ehrenmitglied der EPTA in Estland